# Matobosaurus validus
Matobosaurus validus (матобозавр гігантський) — вид ящірок родини геррозаврових (Gerrhosauridae). Мешкає в Південній Африці.

## Опис

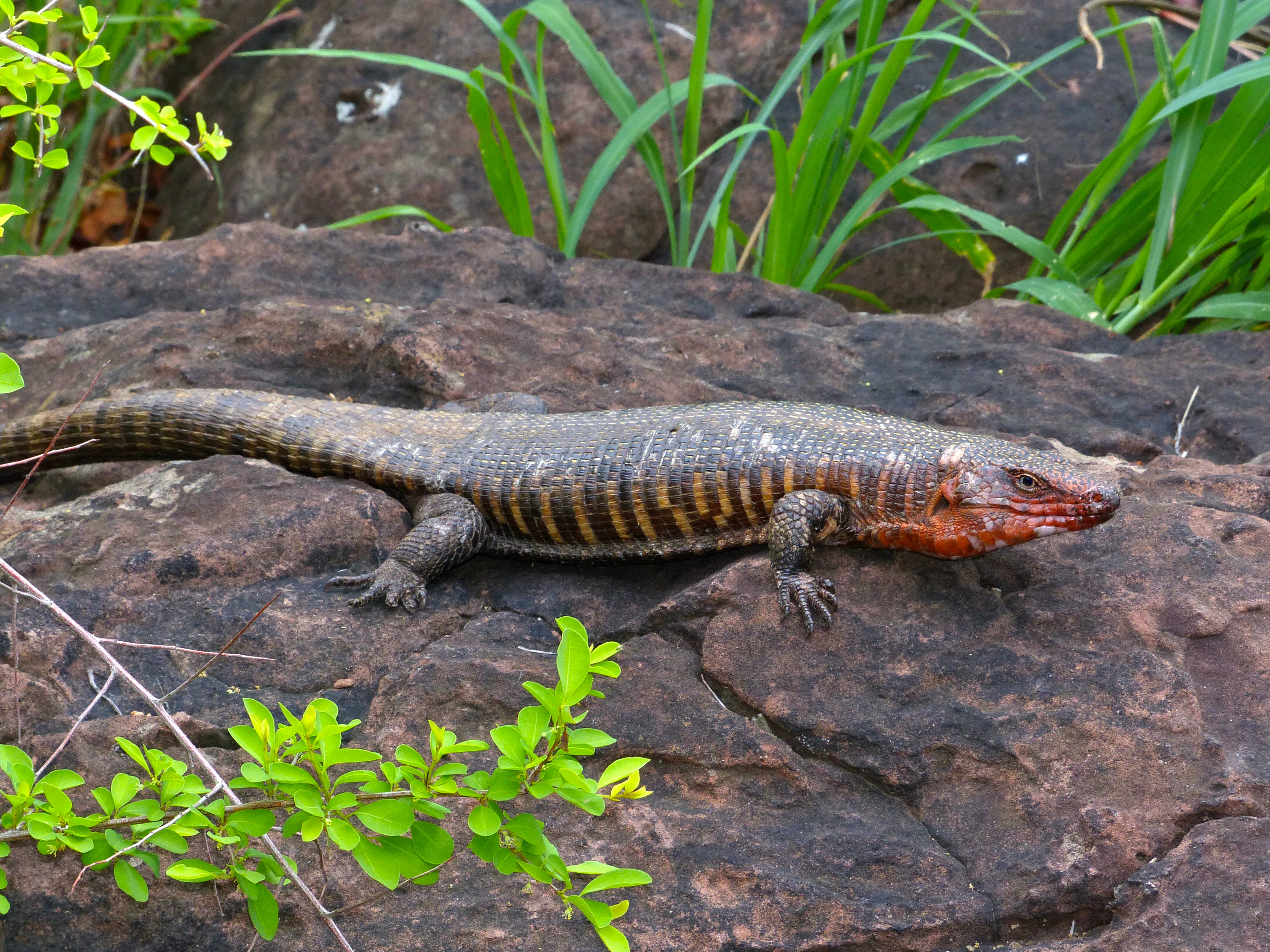
Самець гігантського матобозавра під час сезону розмноження

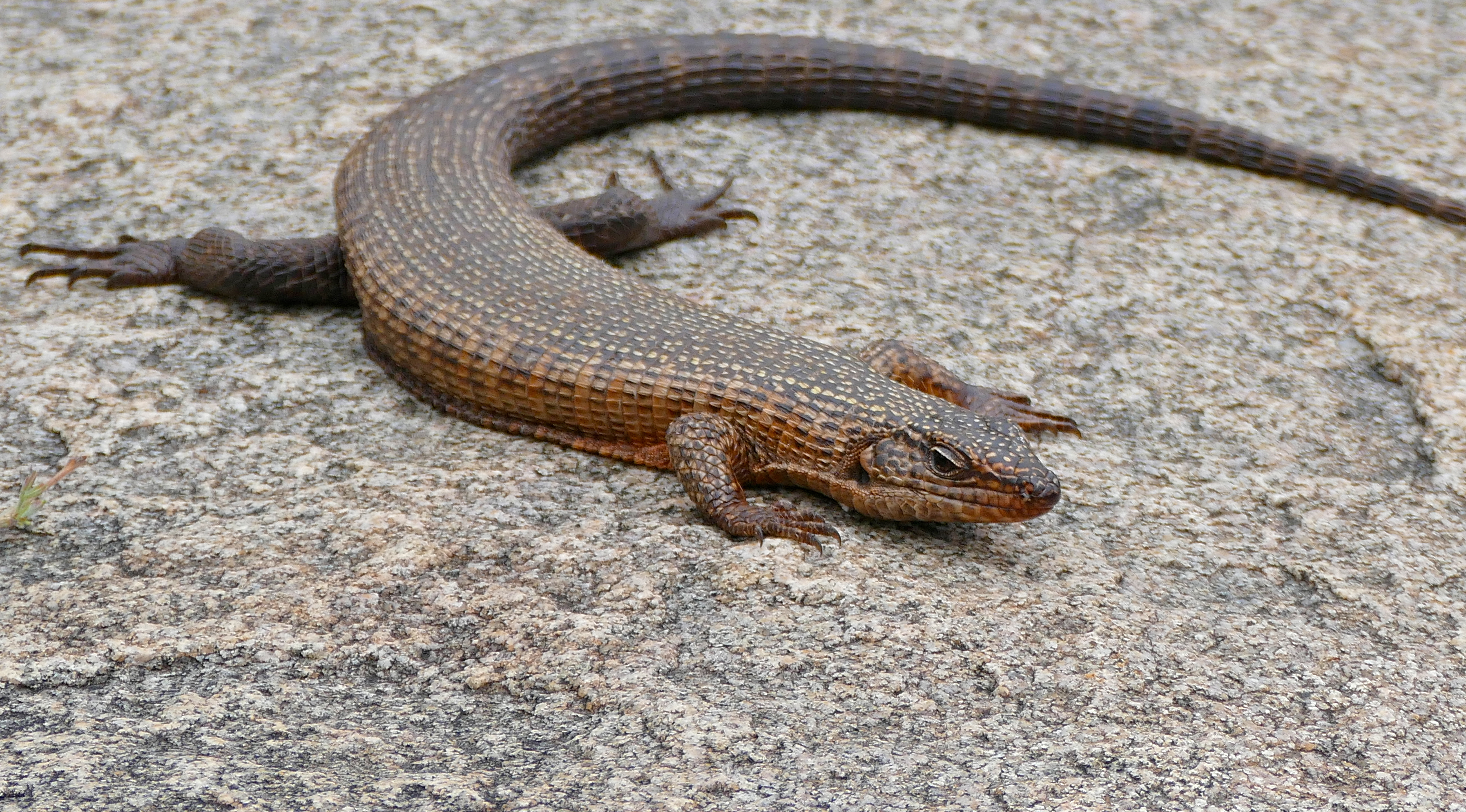
Гігантський матобозавр (Національний парк Крюгер, ПАР)

Гігантський матобозавр — це велика ящірка, довжина якої без врахування хвоста становить 28 см, разом з хвостом — 69-75 см. Він має сплющеної форми голову і пластичнату луску на спині. На ступнях ніг у гігантського матобозавра є чорні гумоподібні кульки, які дозволяють ящірці лазити по скелям.

## Поширення і екологія
Гігантські матобозаври мешкають в Малаві, північному і західному Мозамбіку, південній Замбії, Зімбабве, східній Ботсвані, на північному сході ПАР та в Есватіні. Вони живуть в саванах та на високогірних луках, на висоті від 300 до 1400 м над рівнем моря. Зустрічаються колоніями серед скельних виступів, особливо на вершинах великих гранітних пагорбів. Є всеїдними, живляться комахами, рослинною їжею, іноді навіть дрібними черепахами. Є досить полохливими і обережними, при небезпеці ховаються серед скель.